# Erik Abrahamsson
Erik Abrahamsson (Suecia, 28 de enero de 1898-19 de mayo de 1965) fue un atleta sueco,especialista en la prueba de salto de longitud en la que llegó a ser medallista de bronce olímpico en 1920.

## Carrera deportiva
En los JJ. OO. de Amberes 1920 ganó la medalla de bronce en el salto de longitud, llegando hasta los 7.08 metros, siendo superado por su paisano sueco William Pettersson (oro con 7.15 metros) y el estadounidense Carl Johnson (plata con 7.095 m).
También fue un aclamado jugador de bandy y hockey sobre hielo, y formó parte del equipo sueco que ganó el Campeonato de Europa de 1921.